# Palazzo Pamphilj

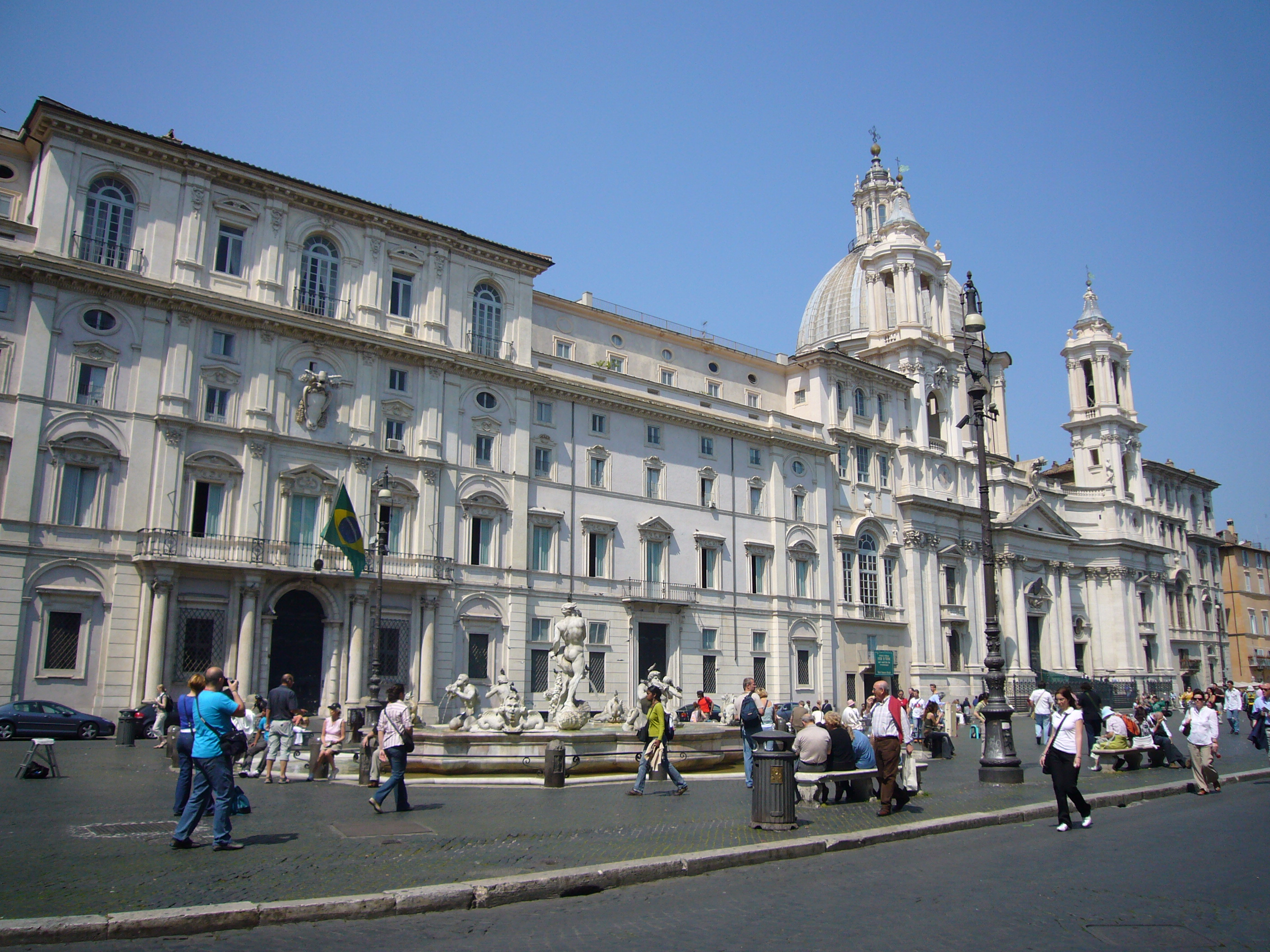
Der Palazzo Pamphilj

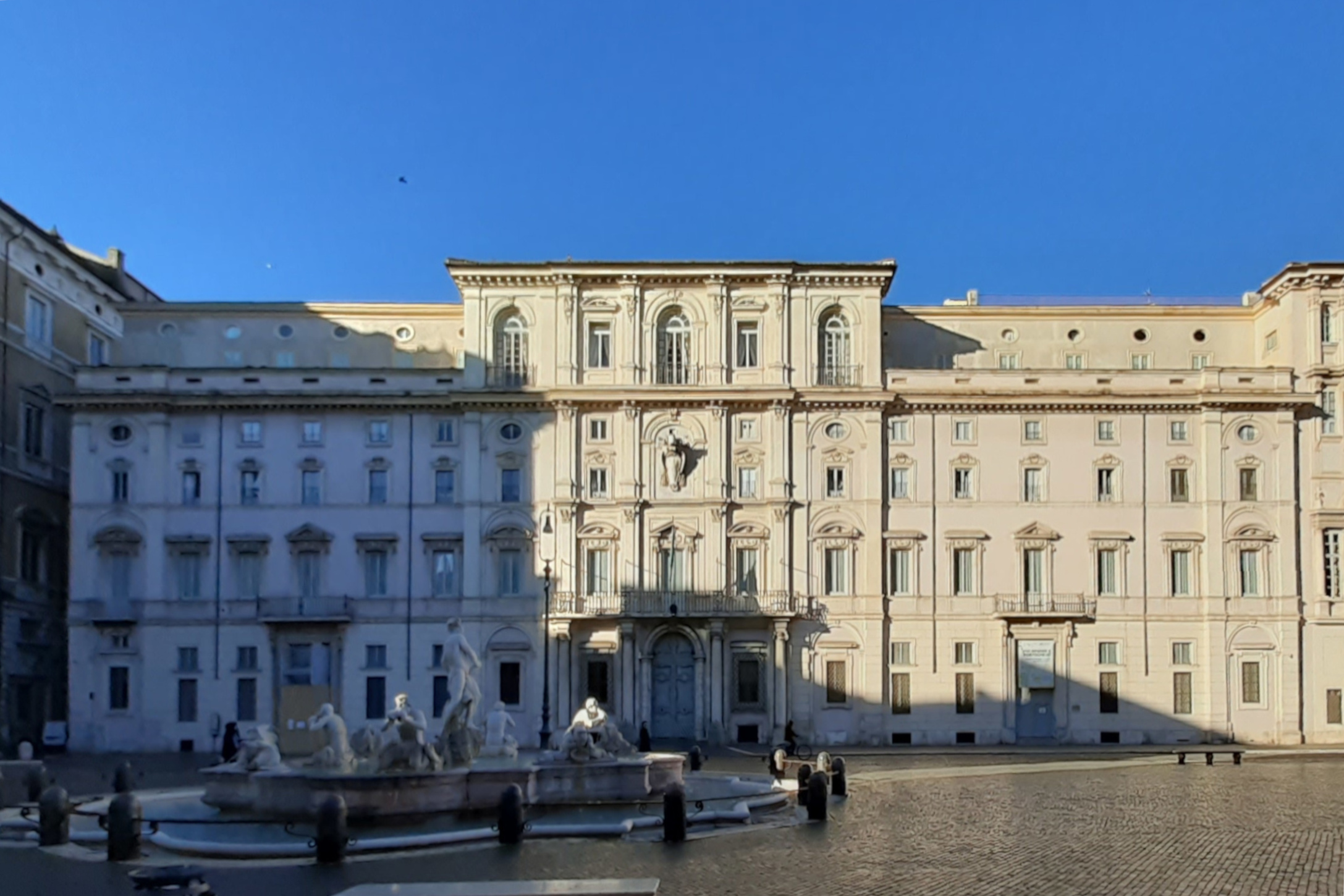

Der Palazzo Pamphilj (oder Pamphili) ist ein Palast an der Piazza Navona in Rom. Er wurde im Hochbarock, ab 1630 bis ca. 1650, von Mitgliedern der Familie Pamphilj erbaut, die aus Umbrien stammten und dem italienischen Adel angehörten. Auch heute wird der Palast noch teils von Nachkommen bewohnt, es ist aber auch die Botschaft Brasiliens darin untergebracht. 
1470 hatte Antonio Pamphilj drei Häuser in der Südwestecke der Piazza Navona erworben. Als 1644 sein Nachfahre Giovanni Battista Pamphilj zum Papst Innozenz X. (1644–55) gewählt wurde, entschied man innerhalb der Familie, dass das Gebäude der neuerlangten Würde nicht mehr entsprach und entschloss sich zu einem Neubau. Innozenz X beauftragte zunächst Girolamo Rainaldi und später Francesco Borromini, das Gebäude zum neuen Palazzo Pamphilj auszubauen. Girolamo Rainaldi errichtete die Fassade. Die angrenzende Galerie (Deckenfresken von Pietro da Cortona), den großen Saal und die Ovaltreppe schuf Francesco Borromini. Innozenz X. schenkte den Palast seiner Schwägerin Olimpia Maidalchini, die auch politisch großen Einfluss auf ihn ausübte.

## Palastkirche
In 23 Räumen befinden sich zahlreiche Fresken, zum Beispiel von Giacinto Gemignani, Francesco Cozza, Gaspard Dughet  und Pier Francesco Mola. Die Räume sind hoch gebaut und reich dekoriert. Das Bauwerk hat drei Innenhöfe. 1652–72 wurde die Palastkirche Sant’Agnese in Agone in den Gebäudekomplex mit einbezogen.

## Musikzentrum mit Arcangelo Corelli
Arcangelo Corelli nahm eine Anstellung bei dem wohlhabenden Kardinal und Kunstmäzen Benedetto Pamphili (1652–1730) an, dessen Palazzo (der Palazzo Pamphilj) zu den Zentren des römischen Musiklebens zählte. 1687 trat Corelli ganz in Pamphilis Dienste und zog zusammen mit seinem Lebensgefährten und Schüler Matteo Fornari in Pamphilis Palazzo, wo er als Kapellmeister Konzerte mit 80 und mehr Mitwirkenden zu dirigieren hatte.

## Nutzung im 20. Jahrhundert
Der  Palazzo Pamphilj dient seit 1920 der brasilianischen Botschaft in Italien als Dienstgebäude. Das Land erwarb das Gebäude im Jahr 1961.
Ein weiterer Palast der Familie ist der Palazzo Doria-Pamphilj, ebenfalls in Rom. Ein weiterer Palazzo Doria-Pamphilj steht in Valmontone (Metropolitanstadt Rom).